# محطة قطار بازول
مَحطة بازول هي محطة قطار جزائرية تقع في بلدية الطاهير ، بالقرب من ميناء جن جن ، في ولاية جيجل .

## موقع في السكك الحديدية
تَقع المحطة في مدينة بازول الساحلية، شمال بلدية الطاهير، على الخط الرابط بين رمضان جمال و جيجل . تَسبقها محطة سيدي عبد العزيز و تتبعها محطة جيجل .

## خِدمة الركاب

### خدمة
تخدم محطة بازول القطارات الإقليمية على خط قسنطينة - جيجل,.

## الشحن
تَحتوي المحطة على منطقة حشد كبيرة للتعامل مع قطارات الشحن القادمة من أو المتجهة إلى ميناء جن جن.

## المٌلاحظات وَ المراجع
1. ↑  Bouhali Mohamed-Cherif (05 juillet 2018). "Le train siffle de nouveau entre Jijel et Constantine". lesoirdalgerie.com. مؤرشف من الأصل في 2023-04-04. اطلع عليه بتاريخ 4 avril 2023. {{استشهاد ويب}}: تحقق من التاريخ في: |تاريخ-الوصول= و|تاريخ= (مساعدة).
2. ↑  Nawel.d (14 janvier 2012). "M. Amar Tou donne à Jijel le coup d envoi des activités de l Entreprise de transports urbains". algerie360.com. مؤرشف من الأصل في 2024-12-10. اطلع عليه بتاريخ 5 avril 2023. {{استشهاد ويب}}: تحقق من التاريخ في: |تاريخ-الوصول= و|تاريخ= (مساعدة).

## أٌنظر أيضا

### مَقالات ذات صِلة
- الخط من رمضان جميل إلى جيجل
- قائمة محطات القطارات في الجزائر

### رَابط خارجي
- "SNTF". Société nationale des transports ferroviaires (SNTF). مؤرشف من الأصل في 2025-06-02..

قالب:Desserte gare/début
قالب:Desserte gare
قالب:Desserte gare/fin